# Hieronim Kochański
Hieronim Kochański (ur. 1937 w Oszczowie) – polski kierowca wyścigowy oraz żużlowiec.

## Kariera
Pracował w FSC. W 1956 roku rozpoczął rywalizację na żużlu. Następnie rywalizował w rajdach, m.in. w Rajdzie Polski. Ścigał się samochodami marek FIAT, Škoda, Simca i Isuzu. W 1968 roku otrzymał jednomiejscowego Promota Formuły 3, zaś rok później zaczął rywalizację turystycznym Polskim Fiatem 125p.
W 1973 roku zajął trzecie miejsce w klasie 22 w Wyścigowych Samochodowych Mistrzostwach Polski. Z kolei w latach 1986, 1987 i 1990 (kl. E3) zajął trzecie miejsce w Górskich Samochodowych Mistrzostwach Polski.
Zawodniczą karierę zakończył w 2008 roku.
Jego syn, Maurycy, jest kierowcą wyścigowym.